# Lonchocarpus chrysophyllus
Lonchocarpus chrysophyllus là một loài thực vật có hoa trong họ Đậu. Loài này được Kleinhoonte miêu tả khoa học đầu tiên.